# الحميدان (الرقة)
الحميدان قرية سورية تتبع ناحية مركز الرقة في منطقة مركز الرقة في محافظة الرقة. بلغ عدد سكانها 62 نسمة في عام 2004 حسب إحصاء المكتب المركزي للإحصاء.